# Saddle Rock Estates
Saddle Rock Estates – jednostka osadnicza w Stanach Zjednoczonych, w stanie Nowy Jork, w hrabstwie Nassau.